# Bosteri
Bosteri ist ein Bade- und Kurort im kirgisischen Oblus Yssyk-Köl im Osten des zentralasiatischen Landes. Mit 7415 Einwohnern (Stand 2009) zählt Bosteri zu den größten Orten am Ufer des Gebirgssees Yssyk-Köl.

## Lage
Bosteri liegt auf gut 1610 Metern über dem Meeresspiegel am Nordufer des Yssyk-Köl, eines Gebirgssees im Tian Shan. Die kirgisische Hauptstadt Bischkek liegt circa 260 Kilometer in westlicher Richtung. Mit der Fernstraße A363 verläuft die wichtigste Straßenverbindung im Oblus Yssyk-Köl durch Bosteri und verbindet den Ort unter anderem mit Karakol, der Gebietshauptstadt südöstlich von Bosteri. Mit Korumdu im Osten und Tscholponata im Westen ist Bosteri von weiteren Touristenorten umgeben.

## Wirtschaft

### Tourismus
Die Wirtschaft in Bosteri ist nahezu vollständig vom Tourismus abhängig. Touristen schätzen die Region für die schöne Natur rund um den Yssyk-Köl und im angrenzenden Tian Shan-Gebirge. Bereits zu Sowjetzeiten wurden in Bosteri Hotels und Anlagen für den Tourismus errichtet und der Ort war bei Touristen aus der Sowjetunion beliebt. Obwohl weite Teile der touristischen Infrastruktur am Yssyk-Köl noch aus der Sowjet-Periode stammen, ist Bosteri weiterhin ein beliebtes Reiseziel für Urlauber und maßgeblich abhängig von dieser Einnahmequelle. Im Sommer ist Bosteri überaus belebt, im Winter hingegen beinahe ausgestorben. Die angenehmen Temperaturen im Sommer, die zumeist zwischen 20 und 25 ° Celsius liegen, ziehen Urlauber an, während im kalten Winter kaum Touristen nach Bosteri kommen.
In Bosteri gibt es zahlreiche Hotels, teilweise mit direkter Strandlage und in gehobener Preisklasse. Zudem gibt es zwei Sanatorien und mehrere Erholungsheime. Auf dem Gebiet der Pension Solotyje Peski (Goldene Sände) in Bosteri befinden sich das größte, weithin sichtbare Riesenrad Kirgisistans, das einen schönen Blick über die umgebende Landschaft bietet, eine Achterbahn und ein Wasserpark. Bei Touristen beliebt sind das Baden im Yssyk-Köl sowie Wanderungen in den Tian Shan.

### Basar
Ein weiterer Wirtschaftsfaktor für Bosteri ist der große Basar am Stadtausgang. Hier gibt es ein breites Angebot an Nahrungsmitteln und sonstigen Waren, wobei die Preise als niedrig gelten.

## Film
Der Kurzfilm Bosteri unterm Rad vom jungen deutschen Regisseur Levin Hübner dokumentiert die Auswirkungen des Massentourismus in Bosteri und den Kontrast zwischen der Hauptsaison im Sommer und der Leere im Winter. Der Film wurde auf zahlreichen Festivals gezeigt, unter anderem bei den Internationalen Filmfestspielen Berlin 2014.